# Catús
|  | «Catus» redirigeix aquí. Vegeu-ne altres significats a «Catus (cognom romà)». |

Catús (en francès: Catus) és un municipi francès situat al departament de l'Òlt i a la regió d'Occitània.
El municipi té Catús com a capital administrativa, i també compta amb els agregats de Vilarin, Florin, lo Vigairal, la Fera, Terrèir, lo Fauràs, Sifrai, Montplaser i Salveson.

## Demografia
| 1962                                       | 1968 | 1975 | 1982 | 1990 | 1999 | 2006 |
| ------------------------------------------ | ---- | ---- | ---- | ---- | ---- | ---- |
| 621                                        | 653  | 647  | 775  | 807  | 906  | 917  |
| Des de 1962: població sense dobles comptes |      |      |      |      |      |      |

## Administració
| Període | Identitat         | Partit |
| ------- | ----------------- | ------ |
| 2001-   | Claude Taillardas |        |